# Винтман, Павел Ильич
Па́вел Ильич Винтман (20 октября 1918, Мариуполь — 21 июля 1942, под Воронежем) —
советский поэт-фронтовик.

## Биография
Родился в 1918 году в Мариуполе, в подростковом возрасте переехал в Киев. Окончив неполную среднюю школу, учился на рабфаке сельскохозяйственной академии, а с 1937 года — на русском отделении филологического факультета Киевского университета. Некоторое время посещал литературный кружок под руководством Ариадны Давыденко (Громовой). В 1939 году женился на однокурснице Зинаиде Сагалович. Участвовал в Советско-финской и Великой Отечественной войнах. Лентейнант, командир стрелковой роты 748 стрелкового полка 206 стрелковой дивизии погиб 21 июля 1942 года на Шиловском плацдарме в Воронежском сражении.
Сейчас похоронен в братской могиле № 113 (Шиловский плацдарм) в городе Воронеже.
После Великой Отечественной войны произведения Винтмана печатались в журналах «Знамя», «Радуга» (Киев), альманахе «Поэзия», на страницах неоднократно издававшегося в Москве сборнике «Имена на поверке», собрание стихотворений поэтов-фронтовиков, не доживших до победы, появившемся в период "оттепели" в  1963 году. Позже Театр "на Таганке" ставит поэтический спектакль "Павшие и живые", в основе которого  сборник "Имена на поверке".
В книге Винтмана «Голубые следы» (Киев, 1990) опубликованы не только стихи, но и письма автора с фронта, а также воспоминания о нем друзей.
Вдова поэта З.Н. Сагалович дважды побывала в Воронеже (1973, 1990).

## Оценка творчества
По мнению литературоведа В. М. Акаткина, «довоенный» Винтман — поэт-романтик, его стихи наполнены предчувствием надвигающейся войны и желанием сражаться на ней, однако это желание продиктовано лишь яркостью и энергией борьбы, которых лишена повседневная жизнь. Однако с уходом на фронт творчество поэта разительно меняется: «краткие, афористичные, энергичные, уверенные в себе довоенные стихи Винтмана уступают место дневниковым наброскам, заметкам, непрояснённым мыслям, будто он заново учится писать».
Стихи поэта спустя тридцать лет после войны напечаны в газетах Воронежа, Москвы, в киевском журнале «Радуга». А в 1977 году в Киеве была издана первая и единственная книга поэта «Голубые следы». "В этой книге — лучшее из того, что сохранилось в архиве жены поэта — Зинаиды Наумовны, лучшее из того, что поэт успел создать за 23 года своей жизни", пишет в предисловии поэт, литературовед, переводчик Л.Н. Вышеславский.
Военных стихотворений у лейтенанта Винтмана немного, но они отражают новый этап его творчества, прерванный гибелью в атаке в 1942.
"Я хочу упасть, не веря В то,что умер навсегда", писал сам Винтман в стихотворении "Я легко иду по свету" 1941 года.
Дорога торная, дорога фронтовая,
Поникшие сады, горящие стога,
И в злой мороз, и в зное изнывая,
Идти по ней и вечность постигать.
Такая в этом боль,
тоска кругом такая
В молчанье деревень
и в дымном вкусе рос…
Дорога торная, дорога фронтовая,
Печальная страна обугленных берёз.
5/IX–1941
Смиренно дождавшись, чтоб стаял лед,
Зиму проспав, как медведь в берлоге,
Весною на задние лапы встает
Самая подлая биология.
И сердце, припомнив интимный покой,
Томит соловьём и кукует кукушкой…
Война ведь не только холодный окоп,
Не только патроны, снаряды и пушки.
Есть у войны и другое лицо —
Страшней, чем гримаса ограбленных
дочиста,
Война — это хриплая ругань бойцов
И жуткое женское одиночество.
Нам враг своей кровью заплатит за кровь,
Своею разрухой за нашу разруху,
И взорванным кровом — за взорванный кров…
Но чем он заплатит за нашу разлуку?..
14/III–1942
Не нужно слов. Слова бывают лживы.
Не нужно клятв, произнесённых вслух.
Но если мы с тобою будем живы —
Поверит мир в предназначенье двух.
Наверно, мы смешны, как могикане.
Пришла война, мгновенно развалив
Не слишком прочно пригнанные камни
И верности, и чести, и любви.
Погас в сердцах последний чистый лучик,
Возлюбленных забыты имена.
И таинству совокупленья учит
Чужих невест приезжий лейтенант.
Но мы с тобой… К чему пустые речи?
Не нужно клятв, произнесённых вслух.
И если суждено свершиться встрече —
Поверит мир в предназначенье двух.
30/III–1942
Читать стихи готов везде:
И на реке при лунном свете,
И в оправданье — на суде,
И — как махорку — перед смертью.
…Зачем мне груз любимых книг:
Сельвинский, Тихонов, Багрицкий,
Когда глаза зажмурь на миг —
И перелистывай страницы?
Тебя любить готов всегда:
В тепле супружеской постели,
В разлуки чёрные года,
В порывах огненной метели.
Зачем же мне в боях твоя
Хотя бы карточка простая?
Глаза закрою — не таясь,
Со мной ты рядом вырастаешь.
Как хорошо таить в себе
Стихи и прозу, лед и пламень.
Как благодарен я судьбе
За эту дьявольскую память!
25/VI–1942
"Память" - последнее стихотворение поэта.